# Процент на телесните мазнини
Процент на телесните мазнини (ПТМ, ТМ%; на английски: body fat percentage, BFP, BF%) на човек или друго живо същество е общата маса на мазнините, разделена на общата телесна маса, умножена по 100. Телесните мазнини включват основни телесни мазнини и складиране на телесни мазнини. Основните телесни мазнини са необходими за поддържане на живота и репродуктивните функции. Процентът на основните телесни мазнини за жените е по-голям от този за мъжете, поради нуждите на раждането и други хормонални функции. Натрупването на телесни мазнини се състои от натрупване на мазнини в мастната тъкан, част от която защитава вътрешните органи в гърдите и корема. Налични са редица методи за определяне на процента на телесните мазнини, като двуенергийна рентгенова абсорбциометрия, измерване на плътността на тялото, анализ на биоелектричното съпротивление, близко инфрачервено взаимодействие, антропометрични измервания.
Процентът на телесните мазнини е мярка за нивото на физическа форма, тъй като това е единственото измерване на тялото, което директно изчислява относителния състав на тялото на човек, без оглед на ръста или теглото. Широко използваният индекс на телесната маса (ИТМ) предоставя мярка, която позволява сравняване на затлъстяването на индивиди с различна височина и тегло. Докато ИТМ до голяма степен нараства с увеличаване на затлъстяването, поради разликите в телесния състав, други показатели за телесните мазнини дават по-точни резултати; например лица с по-голяма мускулна маса или по-големи кости ще имат по-висок ИТМ. Като такъв, ИТМ е полезен индикатор за цялостната годност за голяма група хора, но лош инструмент за определяне на здравето на индивида.

## Типични количества телесни мазнини
Процентът на телесните мазнини при индивида варира в зависимост от пола и възрастта. Съществуват различни теоретични подходи за връзките между процента на телесните мазнини, здравето, спортния капацитет и др. Впоследствие различни автори са разработили различни препоръки за идеален процент телесни мазнини. 
Тази графика от Националното изследване на здравето и храненето в Съединените щати показва средния процент на телесните мазнини на американците от проби през 1999 – 2004 г.:
|  |

При мъжете средният процент телесни мазнини варира от 22,9 % на възраст 16 – 19 години до 30,9 % на възраст 60 – 79 години. При жените средният процент телесни мазнини варира от 32,0% на възраст 8 – 11 години до 42,4 % на възраст 60 – 79 години. 
Таблицата по-долу от Американския съвет за упражнения показва как средните проценти се различават според посочените групи и категории: 
| Описание            | Жени      | Mъже      |
| ------------------- | --------- | --------- |
| Основни мазнини     | 10 – 13 % | 2 – 5 %   |
| Спортисти           | 14 – 20 % | 6 – 13 %  |
| Фитнес              | 21 – 24 % | 14 – 17 % |
| Средно телосложение | 25 – 31%  | 18 – 24 % |
| Затлъстяване        | ≥ 32 %    | ≥ 25 %    |

Основните мазнини са нивото, при което физическото и физиологичното здраве биха били засегнати отрицателно и под което смъртта е сигурна. Съществуват противоречия относно това дали определен процент телесни мазнини е по-добър за здравето; спортните постижения също могат да бъдат засегнати. Най-леките спортисти обикновено се състезават на нива от около 6 – 13 % за мъже или 14 – 20 % за жени. Културистите могат да се състезават при необходимите граници на телесните мазнини, всъщност сертифицирани лични треньори ще предложат да поддържат това изключително ниско ниво на телесни мазнини само за състезателното време. Не е ясно обаче, че такива нива някога действително се достигат, тъй като: (а) средствата за измерване на такива нива са, както е отбелязано по-долу, по принцип липсващи и неточни, и (б) 4 – 6 % обикновено се счита за физиологичен минимум за мъже. 

## Методи за измерване

### Подводно претегляне
Независимо от местоположението откъдето са получени, мастните клетки при хората са съставени почти изцяло от чисти триглицериди със средна плътност около 0,9007 килограма на литър. Повечето съвременни лаборатории за телесен състав използват стойността от 1,11 килограма на литър за плътността на „масата без мазнини“ – теоретична тъкан, съставена от 72 % вода (плътност = 0,993), 21 % белтъчини (плътност = 1,340) и 7 % минерали (плътност = 3,000) по тегло.
Хидростатичната денситометрия с добре проектирана система за претегляне може да определи с голяма точност плътността на тялото чрез пълно потапяне на човек във вода при принудително издишване и да изчисли обема на изместената вода от теглото на изместената вода. Прави се корекция за плаваемостта на въздуха в белите дробове и други газове в телесните пространства. Ако няма никакви грешки при измерването на телесната плътност, несигурността в оценката на мазнините би била около ± 3,8 % от телесното тегло, главно поради нормалната променливост в съставките на тялото.
Точната плътност на тялото може да бъде изчислена чрез следния израз:
{\displaystyle {\mbox{PT}}={\frac {\mbox{Ma}}{\mbox{(Ma – Mw) ÷ Dw – OV}}}},
където: PT е плътността на тялото; Ma – маса във въздуха (т.е. тегло на сушата); Mw = маса във водата (т.е. тегло под водата); Dw = плътност на водата в килограми на литър [kg/L] (в зависимост от температурата на водата); 
OV = остатъчен обем (незапълненото пространство, затворено от тялото – напр. обем въздух в белите дробове + дихателни пътища след максимално издишване).
Остатъчният обем в белите дробове може да добави грешка, ако не се измерва директно или се изчислява неточно. Остатъчният обем може да се измери чрез процедури за разреждане на газове или да се изчисли по различни формули за мъже (OVM) и жени (OVD) в зависимост от възрастта и ръста (височината) на човека. 
Възрастта Т се отчита в години (g), а ръстът Н в метри (m) или инчове (in): 
При височина в метри:
{\displaystyle {\text{OVM}}=(1,310\times {\text{H [m]}})+(0,022\times {\text{T [g]}})-1,232};

{\displaystyle {\text{OVD}}=(1,812\times {\text{H [m]}})+(0,016\times {\text{T [g]}})-2,003};

При височина в инчове:
```
OVM = 0,033 x H [in] + 0,022 x T [g] – 1,232

OVD = 0,046 x H [in] + 0,016 x T [g] – 2,003
```

Остатъчният обем може също да се изчисли като дял от жизнената способност (0,24 за мъжете и 0,28 за жените). 
След като плътността на тялото PT бъде изчислена в g/cm3 от данните, получени чрез хидростатично / подводно претегляне, може да се оцени съставът на тялото. Тъй като мастната тъкан има по-ниска плътност от мускулите и костите, е възможно да се оцени съдържанието на мазнини. Тази оценка се изкривява от факта, че мускулите и костите имат различна плътност: за човек с повече от средното количество костна маса, оценката ще бъде твърде ниска. Този метод обаче дава силно възпроизводими резултати за отделни лица (± 1 %), за разлика от методите разгледани по-долу, които могат да имат несигурност от 10 % или повече. Най-често използваните формули за изчисляване на процента на телесните мазнини TM% от плътността на тялото PT в g/cm3 са тези на Сири (1961)  и Брозек и съавтори (1963) :
Сири: TM [%] = (4,95/PT − 4,50) × 100;
Брозек и др.: TM [%] = (4,57/PT − 4,142) × 100.

### Плетизмография за изместване на въздуха от цялото тяло
Плетизмографията за изместване на въздуха от цялото тяло (ADP) е признат и научно утвърден денситометричен метод за измерване на процента на мазнините в човешкото тяло. ADP използва същите принципи като златния стандартен метод за подводно претегляне, но представлява денситометричен метод, който се основава на изместване на въздуха, а не на потапяне във вода. Плетизмографията с изместване на въздуха предлага няколко предимства пред установените референтни методи, включително бърз, удобен, автоматизиран, неинвазивен и безопасен процес на измерване и настаняване на различни видове субекти (напр. деца, затлъстели, възрастни и хора с увреждания). Избягва се некомфортното потапяне на цялото тяло във вода с издишване и времето за измерване е до 10 минути.  Точността обаче намалява в крайните проценти на телесните мазнини, като има тенденция леко да занижи процента телесни мазнини при лица с наднормено тегло и затлъстяване (с 1,68 – 2,94 % в зависимост от метода на изчисление) и да надцени в много по-голяма степен процента телесни мазнини при много слаби субекти (средно с 6,8 %, с до 13 % надценяване на отчетения телесен процент на един индивид – т.е. 2 % телесни мазнини от DXA, но 15 % от ADP). 
Според формулите за преобразуване на Сири или Брозек при измерена телесна плътност от 1,09 – 1,01 g/cm3 процентът на телесните мазнини се картографира от 5 – 40 %.

### Двуенергийна рентгенова абсорбциометрия
Двуенергийната рентгенова абсорбциометрия или DXA (по-рано DEXA) е по-нов метод за оценка на процента на телесните мазнини и определяне на телесния състав и минералната плътност на костите.
Рентгенови лъчи (Rö) с две различни енергии (40 KeV и 100 KeV) се използват за сканиране на тялото, едната от които се поглъща по-силно от мазнините от другата. Компютърът може да извади едното изображение от другото, а разликата показва количеството мазнини спрямо останалите тъкани във всяка точка. Сумата от двете изображения дава общата картина и позволява изчисляване на цялостния състав на тялото.

#### Разширения
Има няколко по-сложни процедури, които по-точно определят процента на телесните мазнини. Някои, наричани модели с много отделения, могат да включват DXA измерване на костите, плюс независими мерки за телесна вода (като се използва принципът на разреждане с изотопно маркирана вода) и телесен обем (или чрез изместване на водата или въздушна плетизмография). Различни други компоненти могат да бъдат измервани независимо, като общия калий в организма.
In-vivo активирането на неутрон може да определи количествено всички елементи на тялото и да използва математически връзки между измерените елементи в различните компоненти на тялото (мазнини, вода, протеини и др.), за да разработи едновременни уравнения за оценка на общия телесен състав, включително телесните мазнини. 
Двуенергийната рентгенова абсорбциометрия е най-точният метод за измерване на процента телесни мазнини, следван от методите, използващи плътността на тялото. При нея грешката зависи от хидратацията на организма, а тя определя поглъщането на рентгеновите лъчи от чистата мека тъкан (ЧМТ), което формира другото изображение, с което се сравнява поглъщането от мазнините. Хидратацията варира като функция на екстра- и вътреклетъчното разпределение на водата, които зависят от нивото на въглехидратите в диетата. Ниската хидратация намалява масата на ЧМТ и съотношението ѝ към мастната маса, което показва увеличен процент телесни мазнини. 

### Близко инфрачервено взаимодействие
Лъч от инфрачервена светлина се предава в бицепса. Светлината се отразява от подлежащия мускул и се абсорбира от мазнините. Методът е безопасен, неинвазивен, бърз и лесен за използване, но отчита мазнините само в един орган на тялото. 

### Радиоактивен метод
40K измерване – метод, при който Активността на естествения радиоактивен изотоп Калий-40 (40K), съхраняван в мускулите, се измерва с помощта на брояч по цялото тяло. От това могат да се направят изводи за процента на мазнините в тялото: колкото по-висока е средната активност на кг телесно тегло, толкова по-нисък е процентът на мазнините.

### Анализ на биоелектричното съпротивление
Методът за анализ на биологичното електрично съпротивление (АБС, BIA) е по-евтин (от по-малко от един до няколкостотин щатски долара през 2006 г. ), но по-малко точен начин за оценка на процента на телесните мазнини. Общ принцип на метода АБС: два или повече проводника са прикрепени към човека, подава се ниско електрическо напрежение и се измерва протичащия през тялото малък електрически ток (< 1 mA). Съпротивлението между двата електрода на проводниците е мярка за телесните мазнини, тъй като силата на протичащия електрически ток е различна за мастната, мускулната и скелетната тъкан. Обезмаслената маса (мускул) е добър проводник, тъй като съдържа голямо количество вода (приблизително 73 %) и електролити, докато мазнината е безводна и лош проводник на електрически ток. Факторите, които влияят върху точността и прецизността на този метод, включват инструментариум, тематични фактори, умения на техника и уравнение за прогнозиране, формулирано за оценка на масата без мазнини.
Всеки бос крак може да бъде поставен върху електрод, като токът се изпраща нагоре по единия крак, през корема и надолу по другия крак. За удобство инструментът, на който трябва да се стъпва, също измерва теглото. Като алтернатива във всяка ръка може да се държи електрод; изчисляването на процента на мазнини използва теглото, така че това трябва да се измери с везни и да се въведе от потребителя. Двата варианта на метода могат да дадат различни проценти, без да са противоречиви, тъй като измерват мазнините в различни части на тялото. Предлагат се по-сложни инструменти за домашна употреба с електроди за краката и ръцете.
Малка е възможността за технически грешки, но фактори като хранене, пиене и упражнения трябва да бъдат контролирани,  тъй като нивото на хидратация е важен източник на грешка при определяне на силата на електрическия ток за оценка на телесните мазнини. Инструкциите за употреба на инструменти обикновено препоръчват да не се правят измервания скоро след пиене, ядене, упражнения или когато човек е дехидратиран. Инструментите изискват да се въвеждат подробности като пол и възраст и се използват формули, които ги вземат предвид; например мъжете и жените съхраняват мазнини по различен начин около корема и бедрото.
Използваните анализатори могат да се различават. Налични са специфични за хората уравнения за някои инструменти, които са надеждни само за конкретни етнически групи, популации и условия. Уравненията, специфични за населението, може да не са подходящи за лица извън определени групи. 

### Химичен метод
Методът за разреждане на сярен хексафлуорид е разработен и използван в Япония. Основава се на промени в налягането поради отделянето на топлина от тялото. По-скоро е непопулярен поради отклонения на резултатите на методите DEX и хидроденситометрия.

### Антропометрични методи
Антропометричните методи включват: метод за кожни гънки (чрез дебеломери), метод чрез ултразвук, метод за височина и обиколка, метод за височина и тегло (чрез ИТМ).

#### Методи за кожни гънки (дебеломери)
Метода за оценка на кожната гънка се основава на тест за изпъкнали кожни гънки, известен също като тест за щипка, при който щипка кожа с мастна тъкан се измерва прецизно чрез дебеломер (известен още като пликометър или калипер)  в няколко стандартизирани точки на тялото за определяне на дебелина на слоя подкожна мастна тъкан.  Тези измервания се преобразуват в прогнозен процент телесни мазнини чрез уравнение. Някои формули изискват 2 – 3 измервания, други 7 до 10: талия – корем и отзад (на кръста); ханш; гръден кош – голям гръден мускул (до подмишницата), широк гръбен мускул; ръце – двуглав мишничен мускул (бицепс), триглав мишничен мускул (трицепс); крака – прав бедрен мускул, триглав подбедрен мускул (прасец).  Известни са следните методики и формули:
- Измерване на сгъване според Бенке и Уилмор
- Формула според Слоун с 2 измервания
- Формула според Джаксън и Полок с 3 измервания
- Формула според Ломан с 3 измервания
- Формула според Петерсън с 4 измервания
- Формула според Форсайт и Сининг с 4 измервания
- Формула според Дърнин и Уомърсли с 4 измервания
- Формула според Националния здравен център на Америка с 4 измервания
- Формули според Картър с 6 измервания (субскапуларен мускул, бицепс, трицепс, корем, надгръбначен мускул и прасец):
  - за мъже: ТМ [%] = (сбор от шестте измервания * 0,1051) + 2,585. Стандартно между 10 % и 25 %;
  - за жени: ТМ [%] = (сбор от шестте измервания * 0,1548) + 3,58. Стандартно между 15 % и 30 %;
- Формула според Дърнин и Картър с 6 измервания за възрастни
- Формула според Брук с 6 измервания за деца
- Формула според Джаксън и Полок със 7 измервания
- Формула според Парильо с 9 измервания
- Формула според Джонсън с 10 измервания
- Формула според Парижкова с 10 измервания

Точността на тези оценки зависи по-скоро от уникалното разпределение на телесните мазнини на човек, отколкото от броя на измерваните места. Освен това е от изключителна важност да се тества на точно място с фиксирано налягане. Въпреки че може да не дава точен показател на реалния процент телесни мазнини, той е надеждна мярка за промяна на телесния състав за определен период от време, при условие че тестът се провежда от едно и също лице със същата техника. 
Оценката на телесните мазнини на базата на кожни гънки е чувствителна към вида на използвания дебеломер и техниката, което определя различни резултати. Точността на измерване освен от вида на дебеломера зависи и от оператора, който измерва, от това дали щипката е поставена точно на едно и също място при следващите измервания и от ъгъла на отчитане. Това може да доведе до разлики в измерените величини на ПТМ с няколко единици.  Този метод също така измерва само един вид мазнини: подкожната мастна тъкан (мазнини под кожата). Двама индивиди могат да имат почти еднакви измервания на всички места на кожните гънки, но същевременно се различават значително в нивата на телесните мазнини поради разликите в други телесни мастни натрупвания, като висцерална мастна тъкан (мазнини в коремната кухина). Някои модели се отнасят частично до този проблем, като включват възрастта като променлива в статистиката и получената формула. Установено е, че възрастните индивиди имат по-ниска телесна плътност за същите измервания на кожните гънки, което се предполага, че означава по-висок процент на телесни мазнини. Въпреки това по-възрастните, силно атлетични индивиди може да не отговарят на това предположение, причинявайки формулите да подценяват телесната им плътност.
Дебеломерите са широко използвани апарати в света за домашна и професионална употреба. Показалецът на механичната ска̀ла е със спусък и е свързан с щипка с пружина. При натискане с пръст спусъкът опъва пружината и тя разтваря щипка, която захваща с отлично сцепление измерваната част от тялото – най-често около ханша и коремната област. Двойните пружини позволяват последователни измервания. Уредите са леки и удобни за масово използване – имат тегло около 200 грама и размери около 28 х 25 см. Изработват се от устойчива пластмаса ABS и са механично здрави и надеждни. Показват сравнително точни резултати и са подходящи за професионално приложение. Измерванията се отчитат с точност до 0,5 mm. В България се предлагат на достъпни цени от няколко десетки лева и са подходящи за масова употреба. Могат да измерват и големи кожни гънки – 80 mm и повече при размер на калибрираната челюст до 80 mm. 

#### Чрез ултразвук
Ултразвукът се използва широко за измерване на тъканната структура и се е доказал като точна техника за измерване на дебелината на подкожната мастна тъкан.  Сега се използват ултразвукови системи в режим A и режим B и двете разчитат на използването на таблични стойности на скоростта на звука в тъканите и автоматичен анализ на сигнала за определяне на дебелината на мазнините. Чрез измерване на дебелината на множество места по тялото може да се изчисли прогнозният процент на телесни мазнини.  Ултразвукови техники могат също да се използват за директно измерване на мускулната дебелина и количествено определяне на мускулната мастна тъкан. Ултразвуковото оборудване е скъпо и не е рентабилно единствено за измерване на телесните мазнини, но там, където е налично оборудване, както в болниците, допълнителните разходи за способността за измерване на телесните мазнини са минимални. 

#### Чрез ИТМ
Телесните мазнини могат да бъдат изчислени от индекса на телесната маса (ИТМ) – масата на човек в килограми, разделена на квадрата на височината в метри  Има редица предложени формули, които свързват телесните мазнини с ИТМ. Тези формули се основават на работа на изследователи, публикувани в рецензирани списания, но техните връзки с телесните мазнини са само приблизителни; телесните мазнини не могат да бъдат точно определени от ИТМ.
Когато се правят изчисления, връзката между денситометрично определения процент телесни мазнини (TM%/BF%) и ИТМ/ITM трябва да отчита възрастта и пола. Вътрешното и външното кръстосано валидиране на формулите за прогнозиране показва, че те дават валидни оценки на телесните мазнини при мъже и жени във всички възрасти. При затлъстели лица обаче формулите за прогнозиране леко надценяват TM%. Грешката в предсказанието е сравнима с грешката в прогнозата, получена с други методи за изчисляване на TM%, като измервания на дебелината на кожната гънка и биоелектричното съпротивление.
Мазнините в тялото могат да се изчислят от индекса на телесна маса по формули, изведени от Дьоренберг и колеги. Формулата за деца е различна; установено е, че връзката между ИТМ и TM% при деца се различава от тази при възрастни поради увеличението на ИТМ, свързано с височината при деца на възраст 15 години и по-млади. 
Процент телесни мазнини при деца (TM%=TMD):
{\displaystyle {\text{TMD}}=(1,51\times {\text{ITM}})-(0,70\times {\text{възраст}})-(3,6\times {\text{пол}})+1,4};

Процент на телесните мазнини при възрастни (TM%=TMB):
{\displaystyle {\text{TMB}}=(1,20\times {\text{ITM}})+(0,23\times {\text{възраст}})-(10,8\times {\text{пол}})-5,4},
където възрастта е в години, а полът е 0 за жените и 1 за мъжете.
Въпреки това – противно на гореспоменатата вътрешна и външна кръстосана проверка – тези формули определено се оказват неизползваеми, поне за възрастни, и са представени тук само илюстративно. Например за мъж на 65 години с ITM=28,82 се получават телесни мазнини TMB = 1,2.28,82 + 0,23.65 – 10,8.1 – 5,4 = 33,33%.
И все пак следната формула, предназначена за възрастни, се оказва много по-точна, поне за възрастни: 
{\displaystyle {\text{TMB}}=(1,39\times {\text{ITM}})+(0,16\times {\text{възраст}})-(10,34\times {\text{пол}})-9},
където отново възрастта е в години, а полът е 0, ако е женски, и 1, ако е мъжки, за да се отчете процентът на мазнините в долната част на тялото при мъжете.
В разгледания пример за процента телесни мазнини по тази формула се получава:
 TMB = 1,39 × 28,82 + 0,16 × 65 – 10,34 × 1 – 9 = 31,12 %.
Могат да се използват и други индекси; индексът на телесното затлъстяване е създаден, за да даде директна оценка на процента телесни мазнини, но статистическите проучвания установяват, че това не е така.

#### Метод за височина и обиколка
Съществуват и формули за оценка на процента на телесните мазнини от измерванията на теглото и обиколката на индивида. Например методът за обиколка на американския флот сравнява измерванията на корема или талията и ханша с измерването на шията и височината, а други сайтове твърдят, че оценяват процента на телесните мазнини чрез преобразуване от индекса на телесна маса. В американския флот методът е известен като „въже и дросел“. Има обаче ограничена информация за валидността на метода „въже и дросел“ поради универсалното му приемане като неточен и лесно фалшифициран.
Американската армия и американската морска пехота също разчитат на метода за височина и обиколка. 
За всички се измерват височината H и обиколката на шията / врата (под ларинкса) V; 
само за мъжете – обиколката на талията през корема (точно над пъпа) K; 
само за жените: обиколката на талията (най-тясната обиколка между долното ребро и пъпа) T и обиколката на ханша (най-широката обиколка под пъпа) X.
Формулите използват десетичния логаритъм {\displaystyle \lg }, еквивалентен на {\displaystyle \log _{10}}.
За мъже
{\displaystyle TM\%=86,010*\lg(K-V)-70,041*\lg(H)+30,30} (Размери в сантиметри [cm]) 
{\displaystyle TM\%=86,010*\lg(K-V)-70,041*\lg(H)+36,76} (Размери в инчове [in]) 
За жени
{\displaystyle TM\%=163,205*\lg(T+X-V)-97,684*\lg(H)-104,912} (Размери в сантиметри [cm]) 
{\displaystyle TM\%=163,205*\lg(T+X-V)-97,684*\lg(H)-78,387} (Размери в инчове [in]) 
Този метод се използва, тъй като е евтин и удобен начин за прилагане на тест за телесни мазнини по време на цялата служба. 
Методите, използващи обиколката, се приемат слабо от Министерството на отбраната на САЩ поради негативната им репутация в сравнение с други методи. Точността на метода става проблем при сравняване на хора с различен състав на тялото, тези с по-големи вратове изкуствено генерират изчисления с по-нисък процент на телесни мазнини от тези с по-малки вратове.

## Нормални и гранични стойности
Медицинските препоръки за нормални стойности за процента телесни мазнини зависят от възрастта, пола и типа на тялото. Двадесетгодишните мъже имат среден процент телесни мазнини 18 %, а младите жени – 25 %. Този процент се увеличава с възрастта, докато чистата маса намалява поради загубата на мускулна тъкан. На 45-годишна възраст е типичен процент на телесните мазнини от 22 – 24 % при мъжете и около 30 % при жените. Процентът на здравословни телесни мазнини за жените обикновено е под 30 % (по-добре под 25 %), за мъжете под 25 % (по-добре под 20 %). Тъй като са необходими по-големи енергийни резерви, за да се грижат за потомството по време на бременност и кърмене, жените имат по-висок процент телесни мазнини.
Класификация на процентите телесни мазнини въз основа на Gallagher et al., American Journal of Clinical Nutrition, том 72, септември 2000 г.
| Възраст (години) | Mъже   | Mъже     | Mъже    | Mъже        | Жени   | Жени     | Жени    | Жени        |
| Възраст (години) | нисък  | нормален | висок   | много висок | нисък  | нормален | висок   | много висок |
| ---------------- | ------ | -------- | ------- | ----------- | ------ | -------- | ------- | ----------- |
| 20 – 39          | < 8 %  | 8–20 %   | 20–25 % | ≥ 25 %      | < 21 % | 21–33 %  | 33–39 % | ≥ 39 %      |
| 40–59            | < 11 % | 11–22 %  | 22–28 % | ≥ 28 %      | < 23 % | 23–34 %  | 34–40 % | ≥ 40 %      |
| 60–79            | < 13 % | 13–25 %  | 25–30 % | ≥ 30 %      | < 24 % | 24–36 %  | 36–42 % | ≥ 42 %      |

Тъй като тази таблица е насочена към широка аудитория, много вероятно е хора с процент на телесни мазнини извън горните стойности да са още в добро здраве. Мъжете професионални спортисти във възрастовата група до 30 години обикновено имат процент на телесни мазнини около 8 – 12 %. Процентът на телесните мазнини при мъж, професионален културист е около 5 % или малко по-нисък по време на състезателния сезон.
За съществен се счита процент на телесните мазнини от поне 3 процента за мъжете и 10 процента за жените. 